# Скулптурна фигура „Лъв“ (София)
Скулптурната фигура „Лъв“ е паметник в София, намиращ се пред сградата на Министерството на вътрешните работи, на адрес ул. „Шести септември“ № 29.
Автор на паметника е скулптора Михаил Михайлов (1900 – 1945). Гранитният лъв е изработен през 1938 г. като част от цялостен проект на арх. Георги Овчаров по декорация на сградата.
Скулптурата оцелява бомбардировките над София.

## Композиция
Скулптурата е поставена върху ниска каменна стена, която служи както за отделяне на двете нива на терена, така и за постамент. За фон на лъвската фигура са служели декоративните композиции „Труд“ и „Среща“ – стенописи на западната фасада, изпълнени от Дечко Узунов с казеинова техника върху белия облицовъчен камък.
Фигурата на лъва е в поза „статант“ – заел е заплашителна позиция, с която символично защитава институцията и служещите в нея.